# 0 (tal)
 "Nul" omdirigeres hertil. For året, se År 0.
0 eller nul er dels en talværdi og dels et ciffer i titalssystemet.
Nogle gange skrives nul som 0̷ (engelsk en:slashed zero) eller ʘ (engelsk en:dotted zero) for at undgå forveksling med bogstavet stort O eller lille o.

## Definition som talværdi
Nul er størrelsen på den tomme mængde.

## Første anvendelse som talværdi
Begrebet nul som talværdi svarer i henhold til definitionen til størrelsen af den tomme mængde. Der er ingen tvivl om at mennesket siden tidernes morgen har kendt til begrebet tomt eller intet og at man tidligt har udviklet ord for dette begreb eller talværdi. Men en bevidst brug af begrebet som en tællelig værdi på linje med 1, 2 og 3 er sikkert først kommet meget senere.

## Første anvendelse som ciffer i positionstalsystem
Brugen af begrebet nul som ciffer i et positionstalssystem fandtes i Babylon før år 1000 f.Kr. Talsystemet var dog baseret på grundtallet 60 og der blev ikke anvendt et tegn for nul men bare en tom plads.[kilde mangler]
Omkring år 36 f.Kr. havde mayaerne et positionstalsystem baseret på grundtallet 20 hvor de anvendte nul som ciffer. Talsystemet blev brugt i deres kalender.

## Første anvendelse som talværdi i beregninger
De tidligste beregninger hvor talværdien nul indgår har man fundet i Indien og stammer fra omkring år 900 f.Kr.

## Første anvendelse i tidsangivelser
Omkring år 36 f.Kr. havde mayaindianerne en kalender som var baseret på grundtallet 20. Dagene blev talt fra dag 0 til dag 19.

I Europa blev nul første gang brugt omkring år 525 af munken Dionysius Exiguus i Rom som tidsangivelse til at beskrive forskellen mellem månekalenderen og solkalenderen, som kan variere mellem 0 og 29 dage. Forskellen ændrer sig med 11 dage fra år til år og de første tre år blev forskellen beskrevet med de tre romertal: nulla, xi, xxii

## Første anvendelse af 0 som symbol for nul
Omkring år 160 anvendte grækerne en cirkel med en vandret streg over som symbol for talværdien nul, men ikke for cifferet nul.
Omkring år 870 blev en cirkel anvendt som cifferet nul i titalssystemet på en væg i Chaturbhuja templet Gwalior i Indien.

Det er uklart hvornår den nuværende elliptiske form første gang blev anvendt.

## Filosofiske overvejelser
Nogle af de græske filosoffer havde store problemer med begrebet nul: Hvis nul er det samme som intet, hvordan kan det så selv eksistere?
Inderen Brahmagupta gennemtænkte nul i et værk fra 628.
Det har været drøftet, om tallet er opstået på baggrund af den buddhistiske religions insisteren på en homøostatisk tilstand midt mellem ondt og godt, mørkt og lyst, koldt og varmt, negativt og positivt, at mangle og at eje, sygdom og sundhed osv.

## Rækker og mængder
Nul (0) er det første i rækken af naturlige tal (hvis det hører til denne række – ellers er det det første tal i {\displaystyle \mathbb {N} _{0}}). Nul indgår også i mange andre matematiske rækker og mængder.